# Baal

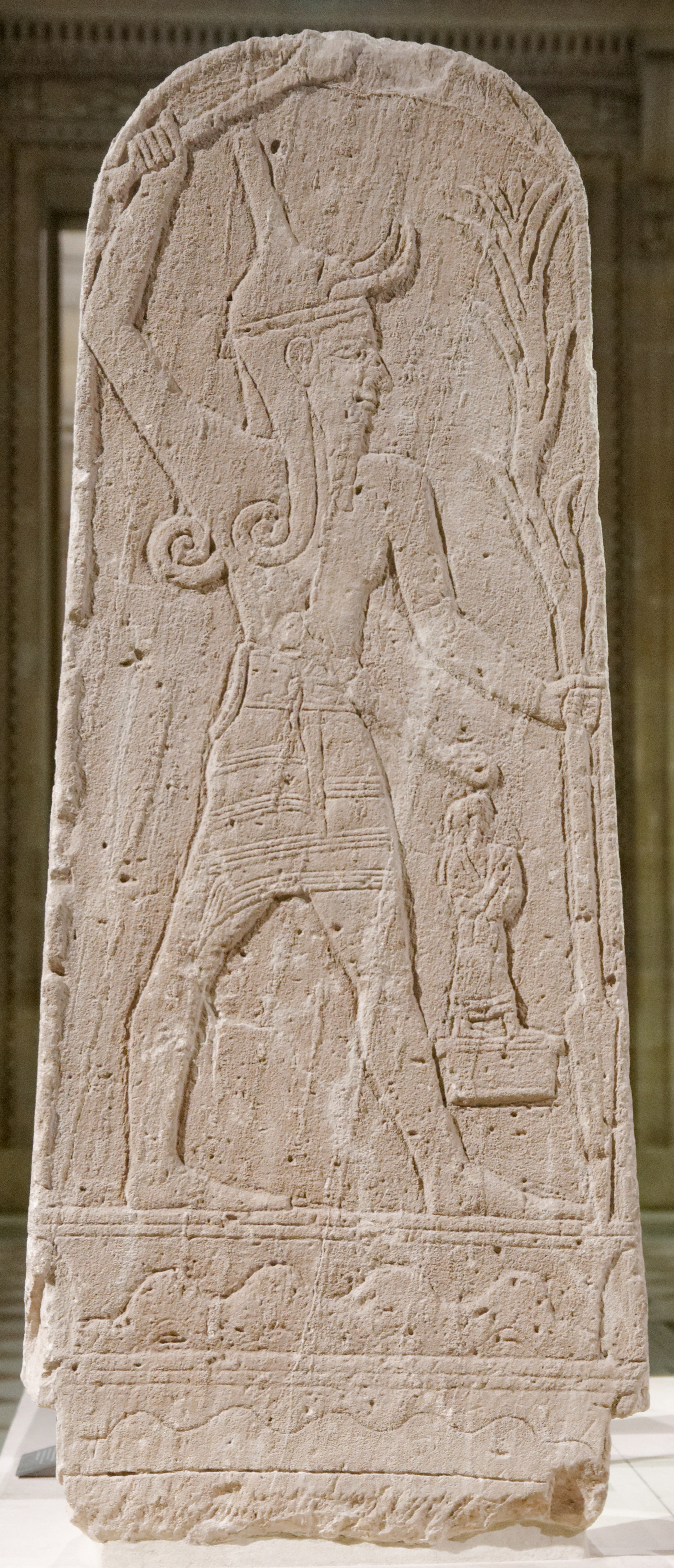
La Estela de Baal con un Rayo, encontrada en las ruinas de Ugarit

Baal (en semítico cananeo 𐤁𐤏𐤋 [baʕal], «amo» o «señor»; en hebreo: בָּעַל‎ [Báʿal]; en árabe: بعل‎ [Baʿal]) es una antigua divinidad de varios pueblos situados en Asia Menor y su área de influencia: babilonios, caldeos, cartagineses, fenicios (asociado a la antigua deidad Melkart), filisteos y sidonios. Era el dios de la lluvia, el trueno y la fertilidad.
Por otra parte, Moloch Baal se trata de un dios de origen canaanita que fue adorado por los fenicios, cartagineses y sirios. Era considerado el símbolo del fuego purificante, que a su vez simboliza el alma. Se le identifica con Cronos y Saturno.
Belcebú (en hebreo: בַּעַל זְבוּב Ba'al Zəḇūḇ, entre otras variantes) es un nombre derivado de un dios adorado en la ciudad filistea de Ecrón, asociado con el dios Baal de la religión cananea. Baal-zebub (heb. Ba’al zebûb, “Baal [señor] de las moscas”; originalmente habría sido Ba’al Zebûl, “Señor de la casa [morada, habitación]”, pero los masoretas lo habrían cambiado para burlarse del ídolo y sus adoradores).

## Etimología
El término Baal viene del latín, que a su vez llegó del griego Βάαλ (Báal), esto como resultado de traducir el Tanaj al Koiné en la Septuaginta y de traducir la Biblia al latín en la Vulgata. La forma original semita BʿL no tiene vocales. La connotación bíblica de Baal como deidad fenicia y dios falso, generalmente se extendió durante la Reforma protestante para denotar cualquier ídolo, imágenes de santos, o la Iglesia en general.
En las lenguas semíticas del noroeste, ugarítico, fenicio, hebreo, amorreo y arameo, la palabra Baal significaba "dueño" y, por extensión, "amo o señor", incluso maestro y esposo.
Su variante femenina Baalah  (en hebreo: בַּעֲלָה; BLH, en árabe: بَعْلَة) significa "dueña" en el sentido de una dueña o señora de la casa.

## Familia
Su dios padre es El. En la mitología cananea se denominaba así (El) a la deidad principal. Se lo conocía como «padre de todos los dioses», el dios supremo, «el creador», «el bondadoso». Por lo general, al dios El, se le representaba como un toro, con o sin alas. También se lo llamaba Eloáh o Elah y su esposa principal era Asera (Astarté, Athirat o Ishtar), diosa  madre de Baal.
Su hijo Baal era representado como un joven guerrero, pero también como un toro joven (un becerro). En el templo de El-Il-Dagan (en Ugarit), Baal y el dios El estaban juntos.
La consorte de Baal en Cartago era llamada Tanit.
Uno de los hermanos de Baal y dios rival, es el dios semítico del caos y las tempestades, llamado Yam, cuyo culto rivalizó con el culto a su hermano de Baal, ambos hijos del dios principal El. También, ambos formaban parte de su corte de dioses menores.

## El ciclo canónico de Baal
Poco se sabía de la adoración a Baal hasta que las excavaciones de Ugarit (la moderna Ras Shamra, situada en la costa de Siria, frente al extremo nordeste de la isla de Chipre) sacaron a la luz muchos objetos religiosos y cientos de tablillas de arcilla. Se cree que muchos de esos documentos antiguos ―conocidos ahora como los Textos de Ras Shamra― son las liturgias o las palabras de aquellos que participaban en los rituales de las fiestas religiosas. En los Textos de Ras Shamra se alude a Baal ―llamado también Aliyán [‘prevaleciente’] Baal) como «Zebul [‘príncipe’]) de la Tierra» y «el Jinete de las Nubes». Estos nombres armonizan con una representación de Baal en la que se le muestra sosteniendo en la mano derecha un garrote o maza y en la mano izquierda un relámpago que acaba en una punta de lanza. También se le representa llevando un yelmo con cuernos, lo que parece indicar una estrecha relación con el toro, símbolo de la fertilidad.
Las tablillas KTU 1.1-6 de los archivos de Ras Shamra contienen lo que ha dado en llamarse el ciclo canónico de Baal, que representa la tradición más conservada de la historia mitológica de esta deidad. Si bien los textos en algunas ocasiones no conservan una unidad temática o cronológica, permiten una reconstrucción bastante completa de la ideología religiosa de los habitantes de Ugarit. El ciclo canónico de Baal, o épica de Baal, puede dividirse en los siguientes subtemas: i) El combate de Baal contra Yam, ii) la construcción del palacio de Baal, y iii) el combate de Baal contra Mot.

### El combate de Baal contra Yam
Las tablillas KTU 1.1 y 1.2 contienen el primer subtema de la épica de Baal. Este subtema comienza con un lamento, posiblemente acerca de la situación precaria del dios Yam, el dios del mar también llamado Nahar, que termina convenciendo al dios El, el dios supremo del panteón ugarítico, de respaldar a Yam como rey de los dioses y del universo. Yam, no obstante, para poder hacerse al título de rey de los dioses, debe derrotar a su más claro oponente, el dios Baal, que, así como Yam, es también hijo de El.
El convoca a los dioses del Monte Safón, el equivalente ugarítico del Monte Olimpo de los griegos, a un banquete en el que deberán decidir a quién respaldarán en el duelo, si a Yam, que cuenta con la aquiescencia de El, o a Baal, que es visto como la deidad retadora y rebelde. El dios Kothar, dios de la artesanía, se inclina por Baal, mientras que Anat, diosa de la guerra también llamada Astarté en las tablillas, mantiene una posición más respetuosa de la voluntad de El. A pesar de la postura de Kothar, El le ordena que le construya un palacio a Yam, ya que sin palacio no podría regir en Safón. Esto enfurece a Baal y marca el preludio de la contienda.
Un tercer aspirante al trono, el dios Athar, intenta entrar en la contienda pero es pronto convencido de no hacerlo por el dios Shapash, dios sol.
Baal declara la guerra a Yam, lo cual implícitamente también es una declaratoria de guerra contra El, y El le ordena a Baal que se someta a Yam. Baal no accede y afrenta a Yam matando a unos de sus mensajeros, y tras algunos discursos que no se conservan en las tablillas, el texto describe el combate entre Yam y Baal.
Baal desciende al mar, que es la morada natural de Yam, e intenta matarlo, sin éxito. Cuando la batalla se encuentra prácticamente perdida, el dios Kothar le regala a Baal dos armas mágicas que logran darle la victoria. Finalmente, Baal se dirige adonde su padre El para solicitarle que le reconozca como el líder legítimo de los dioses.

### La construcción del palacio de Baal
Tras su victoria contra Yam, Baal recibe el respeto de su hermana y esposa, la diosa Anat. Aquel le comunica a ella su deseo de proveerse de rayos y truenos, sus atributos principales, mas ésta se da cuenta de que sin un palacio, Baal no podrá gobernar sobre los dioses. Anat, entonces, se dispone a convencer a El de autorizar la construcción de dicha mansión; como sabe que posiblemente El se opondrá, ella manifiesta su disposición a hacer uso de medios violentos para lograr su cometido. No se tiene registro de la respuesta de El, pero se sabe que Anat tuvo que lograr el consentimiento de Asera (esposa de El), los demás hijos de El y Asera, y Yam (que aparece vivo de nuevo, aunque esto posiblemente se deba a que este subtema no posee unidad redaccional con el anterior). Asera convence a El de legitimar a Baal y de darle un palacio.

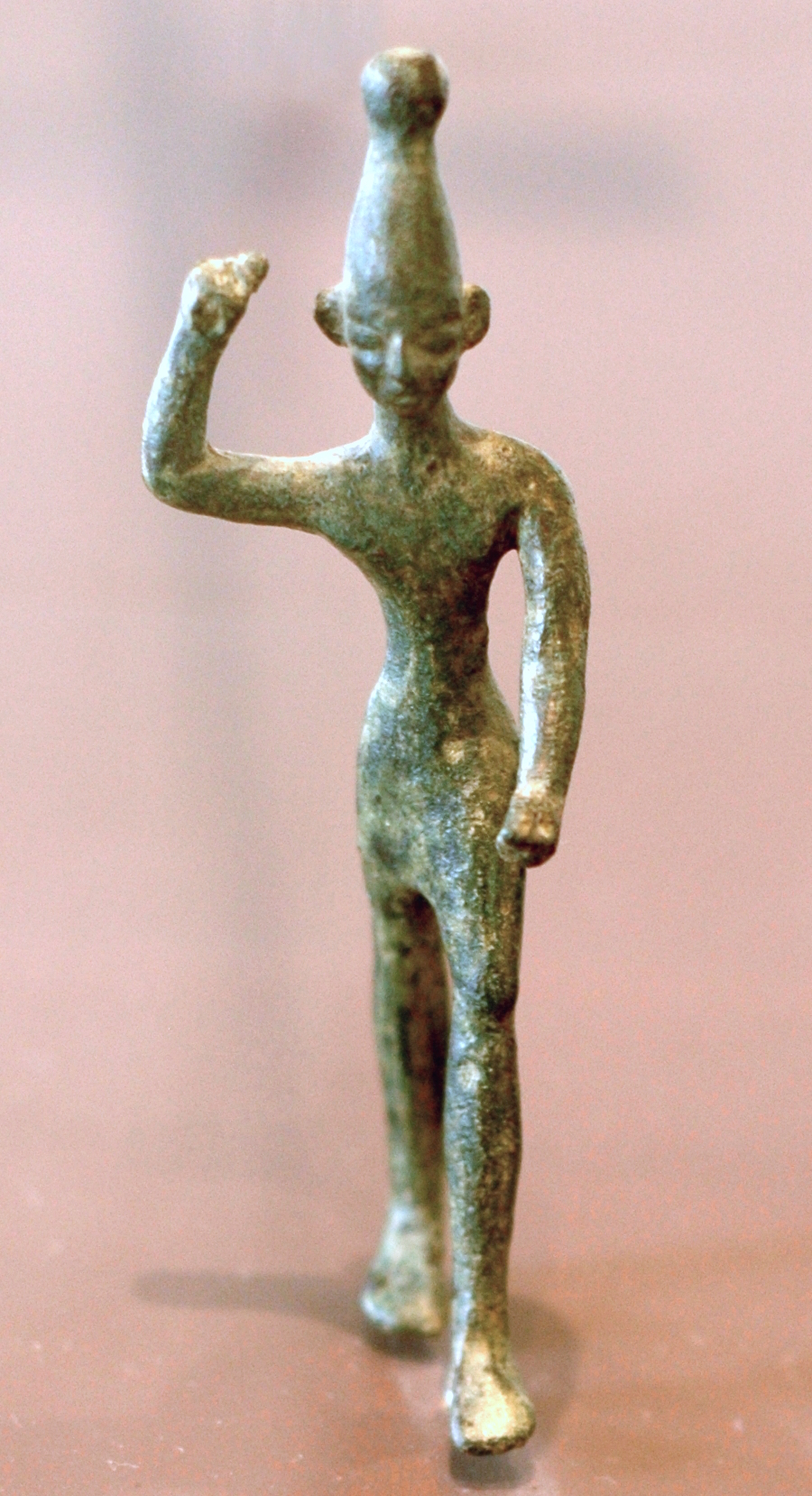
Baal de Ugarit (Siria). En poder del Museo del Louvre (Francia).

Habiéndose obtenido la autorización del panteón, Kothar se procede a la hechura del palacio, el cual poseerá una claraboya para permitir que la voz de Baal (el trueno) y su arma (el rayo) salgan y asombren a los dioses y a los humanos. El palacio es construido para deleite de Anat y de Baal, y Baal procede a exigirle al dios del inframundo, Mot, que reconozca su autoridad.

### El combate entre Baal y Mot
Mot resuelve no someterse a Baal, en represalia por la derrota de Yam. Mot es el dios de la muerte y del inframundo (la palabra mot en hebreo, מות, significa muerte). Baal, sorpresivamente, se rinde ante Mot, y acepta descender al inframundo para morir, bajo la condición de que siga habiendo fertilidad en la tierra de los humanos. La mitología ugarítica explicaba la muerte como el ser "tragado" por las fauces del hambriento Mot, y Baal, aun siendo un dios, estaría sometido a esta misma mortalidad.
Baal desciende al inframundo y muere, lo cual genera los lamentos de El y Anat, aunque Anat sospecha que El y los demás dioses secretamente se alegran de la muerte de su esposo. Como sea, con Baal muerto hay que buscar quién lo reemplace como rey de los dioses, y El elige a Athtar. Este dios, sin embargo, se comprueba incapaz para ejercer esta función, lo cual deja a Mot como el único posible heredero al trono. Un eventual reino de Mot conllevaría la extinción de la vida en la tierra, y por eso Anat decide ir a rescatar a su difunto esposo Baal del vientre de Mot, para así hacerlo regresar a la vida.
Cuando, en efecto, Anat desciende a luchar contra Mot y lo mata, logra revivir a Baal, lo cual alegra a los dioses de Safón, especialmente a El, que veía con preocupación un reinado de Mot. Anat, junto con Shapash, buscan el cuerpo revivido de Baal. Baal, no obstante, no puede subir al trono inmediatamente, sino que debe luchar contra Mot para ganarse su título (Mot, como se ve, muere y no muere, lo cual es típico de la teología de Ugarit).
Se siguen varios enfrentamientos encarnizados entre Baal y Mot, hasta que el debilitado Mot se rinde, aconsejado por Shapash. El subtema culmina con un himno de alabanza a un dios (posiblemente Baal o Shapash) al final de la tablilla KTU 1.6.

## Amorreos
Baal ya era venerado en el III milenio a. C. por los semitas amorreos; su nombre propio era Hadad (con sus variantes Adad, Haddu, Addu, Had, Ad). Ese culto fue introducido en Egipto aparentemente por los hicsos (pueblos de origen semita que hacia el siglo XVIII a. C. reinaban en el delta del Nilo).

## Cananeos
En la antigua región de Canaán no suele llover desde finales de abril hasta septiembre. Las lluvias comienzan en octubre y continúan durante todo el invierno hasta abril, gracias a lo cual crece una abundante vegetación. Se creía que los cambios de estación y los efectos subsiguientes eran ciclos producidos por los interminables conflictos entre los dioses. El que cesasen las lluvias y se marchitase la vegetación se atribuía al triunfo del dios Mot (dios de la muerte y la aridez) sobre Baal (dios de la lluvia y la fertilidad), lo que obligaba a este último a retirarse a las profundidades de la tierra. Por otro lado, se pensaba que el comienzo de la estación lluviosa indicaba que Baal había despertado a la vida, lo que era posible gracias al triunfo de Anat, su hermana, sobre Mot, permitiendo que su hermano Baal volviese al trono. La unión de Baal con su esposa, probablemente Astarté, se creía que garantizaba la fertilidad durante el año entrante.
Los agricultores y ganaderos cananeos posiblemente pensaban que el participar en rituales prescritos —una especie de magia imitativa— durante sus fiestas religiosas estimulaba a sus dioses a actuar según el modelo representado en esas fiestas, y esto era necesario para tener cosechas y rebaños productivos durante el nuevo año, así como para alejar sequías, plagas de langostas, etc. De modo que la vuelta a la vida de Baal para ser entronizado y unirse a su consorte se celebraría con ritos de fertilidad licenciosos.[cita requerida]
Toda ciudad cananea debió tener su santuario en honor al Baal de su localidad. Asimismo, se nombraban sacerdotes para dirigir la adoración en estos santuarios y en los muchos lugares sagrados que se hallaban en las cumbres de las colinas cercanas y que eran conocidos como «lugares altos». Es posible que en el interior de dichos lugares sagrados hubiese imágenes o representaciones de Baal, en tanto que en el exterior, cerca de los altares, se encontraban las columnas de piedra (probablemente símbolos fálicos de Baal), los postes sagrados que representaban a la diosa Aserá y estantes de incienso.
Uno de los textos de Ras Shamra menciona una ofrenda a la «Reina Shapash [el Sol] y a las estrellas», y otro alude al «ejército del Sol y la hueste del día».
Cada localidad tenía su propio prefijo o sufijo en nombre de Baal, al que se solía calificar mediante un nombre geográfico, como tributo al nombre de dios. Por ejemplo, el Baal de Peor (Baal-peor), adorado por moabitas y madianitas, tomó su nombre del monte Peor. Más tarde, los nombres de esos baales locales llegaron a incorporarse, por metonimia, a los mismos nombres geográficos, como por ejemplo: Baal-hermón, Baal-hazor, Baal-zefón y Bamot-baal.

## Egipto
Durante la época de los hicsos, en Egipto fue identificado con Seth, un dios guerrero; también fue asociado a Montu. Pero durante la dinastía XVIII, su culto en Egipto sería denigrado.

## Narrativa bíblica
En el Tanaj, el dios Baal es llamado uno de los falsos dioses, al cual los hebreos rendían culto en algunas ocasiones cuando se alejaban de su Dios, Yahweh. Fue adorado por los fenicios junto al dios Dagón (el más importante de su panteón).
Baal aparece unas noventa veces en el Antiguo Testamento en referencia a varias deidades. Los sacerdotes del Baal cananeo son mencionados un gran número de veces, especialmente en el libro de Primera de Reyes. Muchos estudiosos consideran que este hecho refleja el ambiente de la época en la que Jezabel intentó introducir la adoración del Baal tirio (Melkart) a la capital israelita Samaria en el siglo IX a. C.. 
Combate entre Baal y Yahweh
El Tanaj mencionan un duelo entre el profeta Elías y los sacerdotes de Jezabel (1 Reyes, 18, 20-39). Según este relato, ambos bandos ofrecieron un reto que consistía en prender la leña donde se había sacrificado un buey, el dios que invocando lograse prender el fuego sería el verdadero. Baal no logró encender el sacrificio de sus seguidores, en tanto Yahweh envió fuego del cielo que quemó el altar de Elías hasta convertirlo en cenizas, aún a pesar de que este había sido mojado con abundante agua. Acto seguido, la audiencia siguió las instrucciones de Elías y mató a los sacerdotes de Baal, lo cual llevó a Yahweh decidiera volver a enviar lluvia al país después de una fuerte sequía.
En diversas ocasiones el texto hebreo se refiere a "los baales" (en plural) para referirse en conjunto a las estatuillas e imágenes de los diversos dioses de las religiones cananeas, posiblemente no sólo a las de Baal.
Luego de Elías
A pesar de las reformas de Elías, el culto a Baal continúa. El libro de Oseas narra a los israelitas dando ofrendas a Baal, mientras Yahweh tolera eso por amor a su pueblo, pero advirtiendo que tendrá fin.

En aquel tiempo, dice Yahweh, me llamarás Ishi «mi esposo», y nunca más me llamarás Baali «mi Baal». Porque quitaré de su boca los nombres de los baales, y nunca más se mencionarán sus nombres.
Oseas 2

## Nombres teóforos
Baal (también con grafía Beel, Bel, etc.) entra a formar parte de numerosos nombres compuestos:
- Hanibaal > Aníbal (nombre)
- Asdrubaal > Asdrúbal (nombre)
- Bael
- Baltasar > Baltasar (nombre)
- Beltis < Baaltis (en Egipto).
- Baal Zvuv o Belzebuth (ver Belcebú).
- Baalam > dios del tigre